# Aunay-en-Bazois
Aunay-en-Bazois ist eine französische Gemeinde mit 228 Einwohnern (Stand: 1. Januar 2022) im Département Nièvre in der Region Bourgogne-Franche-Comté (vor 2016 Bourgogne). Sie gehört zum Arrondissement Château-Chinon (Ville) und zum Kanton Château-Chinon (bis 2015 Châtillon-en-Bazois). 

## Geographie
Aunay-en-Bazois liegt etwa 38 Kilometer ostnordöstlich von Nevers. Umgeben wird Aunay-en-Bazois von den Nachbargemeinden Sardy-lès-Épiry und Épiry im Norden, Montreuillon im Osten und Nordosten, Blismes im Osten, Chougny im Süden und Südosten, Ougny im Süden, Mont-et-Marré im Südwesten sowie Achun im Westen.

## Bevölkerungsentwicklung
| Jahr                       | 1962 | 1968 | 1975 | 1982 | 1990 | 1999 | 2006 | 2011 | 2016 |
| Einwohner                  | 574  | 503  | 424  | 379  | 315  | 292  | 279  | 261  | 229  |
| Quellen: Cassini und INSEE |      |      |      |      |      |      |      |      |      |

## Sehenswürdigkeiten
- Kirche Saint-Étienne
- Burg Le Bas Fort, während der Hugenottenkriege im 15. Jahrhundert zerstört
- Schloss Aunay (auch: Schloss Le Haut Fort), aus der zweiten Hälfte des 15. Jahrhunderts, Monument historique seit 1988

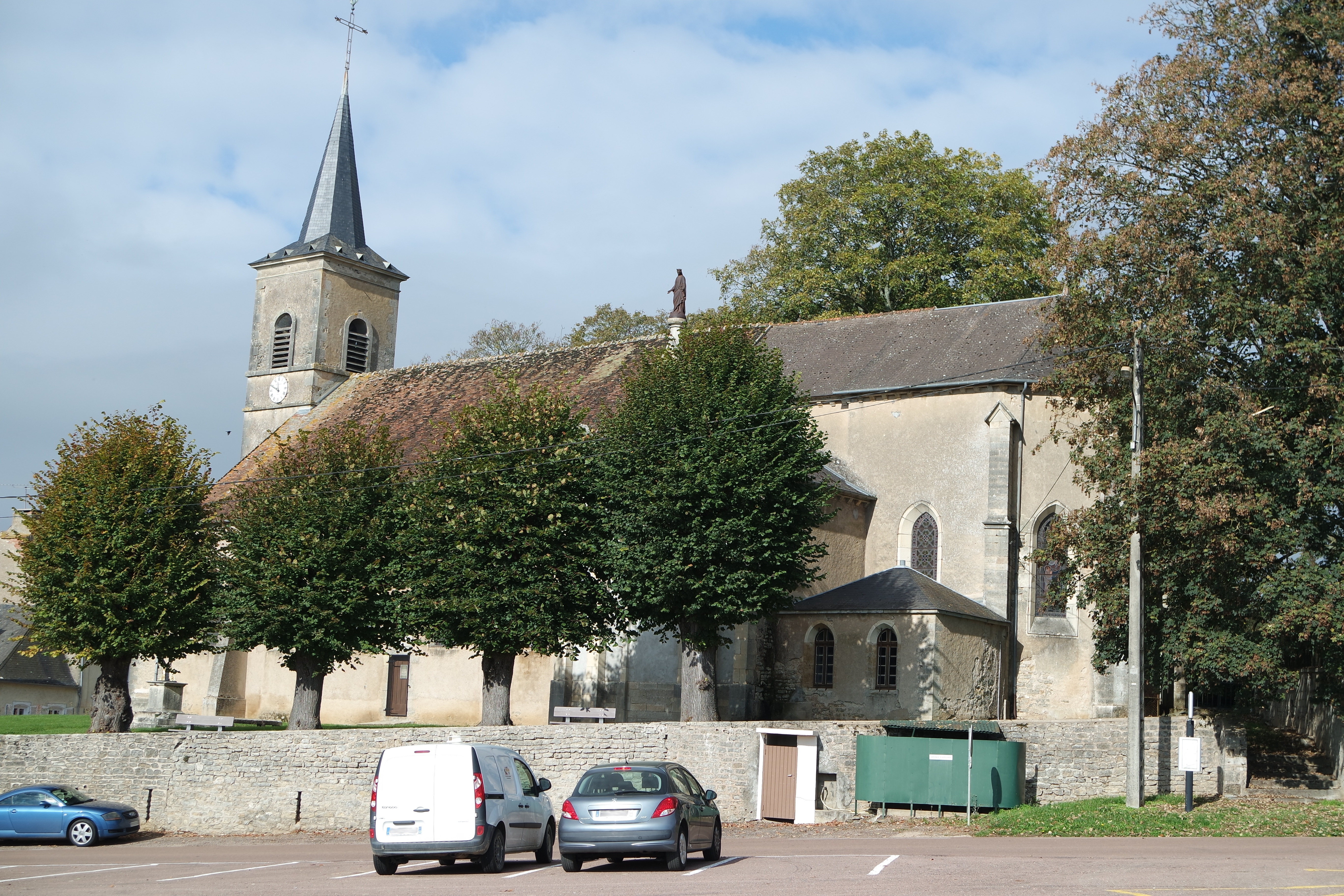
Kirche Saint-Étienne
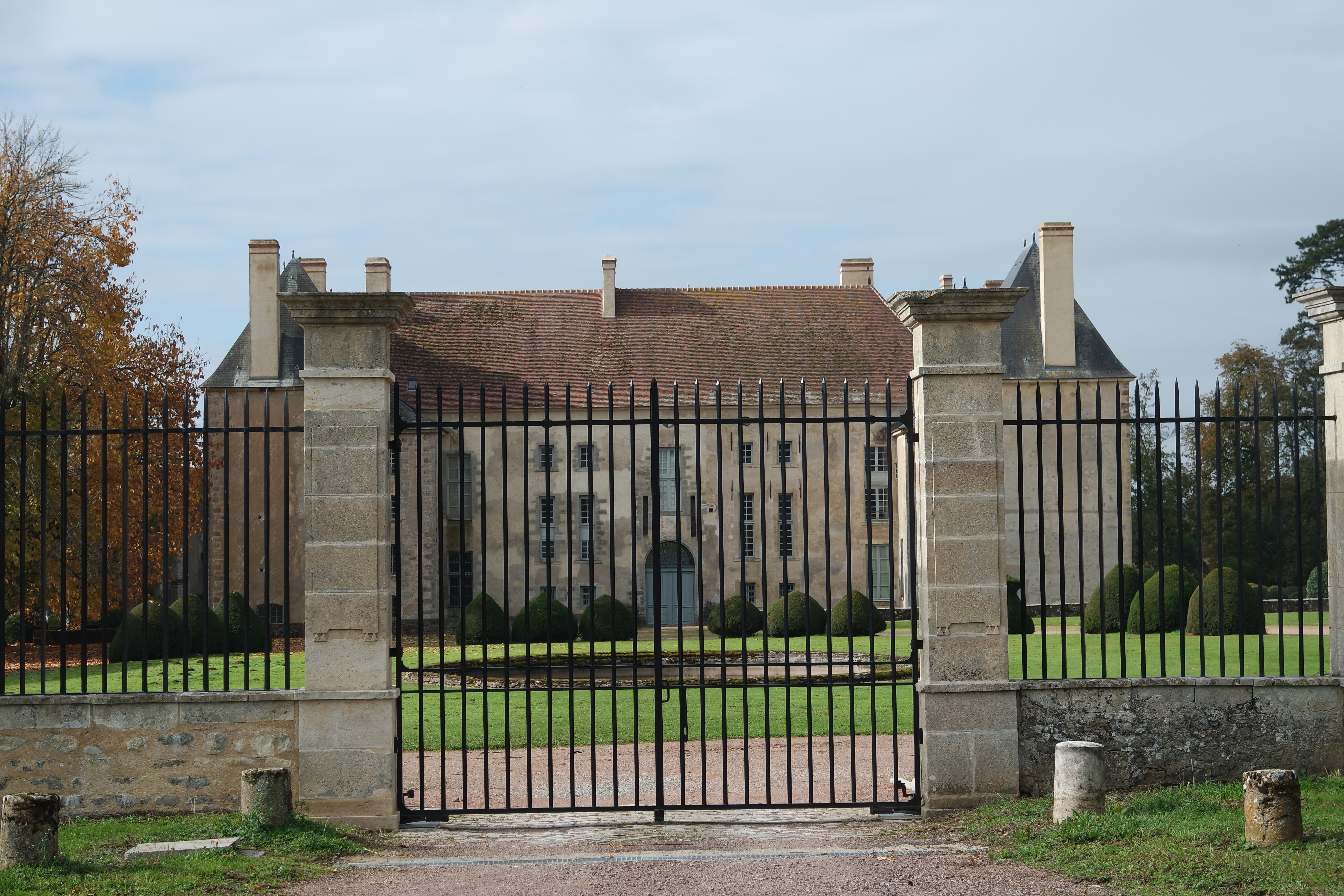
Schloss Aunay